# Sütpınar, Şalpazarı
Sütpınar là một xã thuộc huyện Şalpazarı, tỉnh Trabzon, Thổ Nhĩ Kỳ. Dân số thời điểm năm 2011 là 376 người.